# Avio Aero
Avio Aero mit Sitz Rivalta di Torino bei Turin ist ein italienisches Tochterunternehmen von GE Aviation. Avio Aero ist vor allem als Zulieferer von Modulen und Komponenten für Flugzeugmotoren und in der Triebwerkinstandhaltung tätig.

## Geschichte
Avio Aero steht in der Nachfolge des Flugzeug- und Triebwerkherstellers Fiat Aviazione, dessen Geschichte sich bis ins Jahr 1908 zurückverfolgen lässt. Nachdem die Flugzeugbausparte bis 1972 an Aeritalia gegangen war, wurde der Fiat-Triebwerkbau im Jahr 1989 als Fiat Avio S.p.A. ausgegliedert. 1994 übernahm Fiat Avio den Raketentriebwerk-Hersteller SNIA-BPD aus Colleferro bei Rom; daneben stellte man weiterhin Triebwerke und Turbinen für Flugzeuge und Schiffe her, meist im Rahmen internationaler Kooperationen oder in Lizenz.
Das zunächst noch selbständige Unternehmen Fiat Avio ging 2003 als Avio S.p.A in den Besitz von Finmeccanica und der amerikanischen Investmentgruppe Carlyle Group über. 2006 ging der Carlyle-Anteil für 2,57 Mrd. Euro in den Besitz des Private-Equity-Funds Cinven. Der Triebwerks- und Turbinenbereich des Unternehmens wurde im August 2013 für 3,3 Mrd. € an General Electric verkauft und in Avio Aero umbenannt. General Electric hatte bis zu diesem Zeitpunkt fast 30 Jahre mit dem italienischen Unternehmen zusammengearbeitet.
Aus dem Raketentriebwerk-Bereich in Colleferro entstand das Unternehmen Avio, das in der Tradition von SNIA-BPD steht.

## Standorte
In Rivalta befindet sich neben dem Unternehmenssitz eines von drei Hauptwerken; die beiden anderen sind in Pomigliano d’Arco bei Neapel und in Brindisi. Kleinere Standorte befinden sich in Turin, Cameri, Rom und Bari. Avio Aero unterhält Niederlassungen in Polen und Tschechien. Von den rund 5.200 Mitarbeitern werden etwa 4.200 in Italien beschäftigt.